# Anketil de Coleshull
Anketil de Coleshull (fl. 1295) – angielski baliw, deputowany do Parlamentu Anglii.